# Ácido bencílico
El ácido bencílico es un compuesto orgánico con fórmula C
14H
12O
3 o (C
6H
5)2(HO)C(COOH). Es un ácido aromático cristalino blanco, soluble en muchos alcoholes primarios.

## Preparación
El ácido bencílico se puede preparar calentando una mezcla de bencilo, etanol e hidróxido de potasio.
Otra preparación, realizada por Liebig en 1838, es la dimerización del benzaldehído a bencilo, que se transforma en el producto mediante la reacción de transposición del ácido bencílico.

## Usos
Se utiliza en la fabricación de productos farmacéuticos de glicolato, incluidos el clidinio, la fenitoína, el flutropio y el mepenzolato, que son antagonistas de los receptores muscarínicos de acetilcolina.
Se utiliza en la fabricación del agente incapacitante bencilato de 3-quinuclidinilo (BZ), que está regulado por la Convención sobre Armas Químicas. También es monitoreado por las fuerzas del orden de muchos países, debido a su uso en la fabricación de drogas alucinógenas.